# 小田龍司
小田 龍司（おだ りゅうじ、1985年6月12日 - ）は、日本の元ラグビー選手。

## プロフィール
- 福岡県出身。
- ポジションはセンター(CTB)、フルバック(FB)。
- 身長 180cm、体重 84kg
- U19日本代表に選ばれたことがある[1]。

## 来歴
小学校からラグビーを始めた。
2004年、東筑高校卒業後、慶應義塾大学に入る。なお東筑高校時代、副将を務めたことがある。
2008年、慶應義塾大学卒業後、サントリーサンゴリアスに加入。同年9月5日に行われたジャパンラグビートップリーグ第1節の三洋電機ワイルドナイツ戦に先発出場で公式戦初出場を果たす。
2012年、現役を引退した。